# Ли Шаочунь
Ли Шаочунь (кит. 李少春, пиньинь Li Shaochun; 4 ноября 1919 года — 21 сентября 1975 года) — китайский актёр, артист пекинской оперы.
Сын артиста пекинской оперы Ли Гуйчуня (Li Guichun). Учился у знаменитых актёров пекинской оперы Юй Шуяня, Чжоу Синьфана и Гай Цзяотяня. Уже в юности выступал в качестве партнёра Мэй Ланьфана (исполнителя ролей женского амплуа дань).
Мастер амплуа шэн, причём как лаошэн (老生, lǎoshēng, старика), так и ушэн (武生, wǔshēng, воина).
После открытия Китайского театра пекинской оперы принимал активное участие в его работе в качестве артиста, постановщика и автора.
Был наставником актрисы Ли Юйжу. Два сына Ли Шаочуня также стали артистами пекинской оперы в амплуа лаошэн.
В годы Культурной революции был отправлен во Внутреннюю Монголию работать пастухом.

## Произведения
«Кабаний лес» (автор адаптации, а также автор музыки и хореограф роли Линь Чуна), «Легенда о красном фонаре» (пекинская опера на современную тему, один из авторов музыки).